# 祓

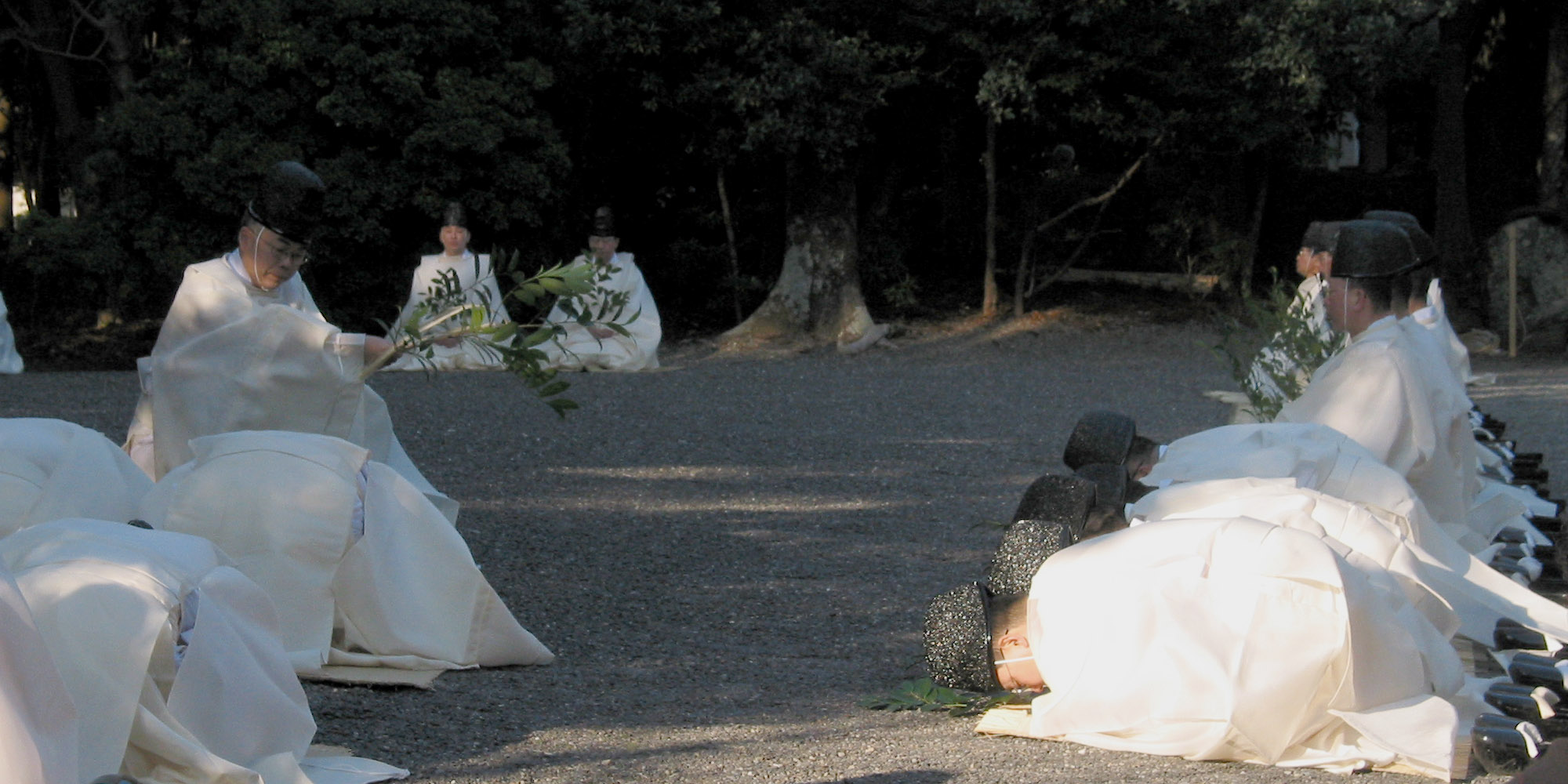
伊勢神宮内宮の年越大祓

祓（はらえ、はらい）は、神道の宗教行為で、天津罪・国津罪などの罪や穢れ、災厄などの不浄を心身から取り除くための神事・呪術である。
祓の神事を行うことを、修祓（しゅばつ、しゅうほつ）という。
一般に、神前での祈祷を、災厄除けの祈祷（本来の意味の「祓」）以外のものも含めて「お祓い」という。また、神社が頒布する災厄除けの神札も「お祓い」と呼ばれる。

## 位置づけ
祓は、神道の神事において、禊や斎戒の後に行われる、極めて重要な意義を持つ浄化の儀式である。祓の意義は、神を迎え交流するための準備として、罪穢れのない清浄な空間をつくりあげるという点にある。そして、罪穢れについては、神事に臨む個人のものだけではなく、この世界のあらゆる罪穢れを徹底的に祓い浄め、「明（あか）き浄（きよ）き正しき直き」境地を求める姿勢こそが、神道の根本思想とされる。以上のように、神道の根本思想に直接関わるがゆえに、祓の意義は極めて大きく、祓のない神道祭式は存在しないとさえいわれる。

## 目的
神前で祈り、祓詞を奏したり、財物などを祓物として拠出させることで、その罪や穢れを購わせる。なお、出雲大社には、祓について「不浄を清浄に、不完全を完全に、不良を善良にすること。更には災いを除き幸福と平和を齎す（もたらす）。」という教義がある。

## 祓所（はらえど）
祓による浄化の効果を増大させるために、祭場とは別の場所に忌竹を立てて、斎場（いつきば）として、祓所をつくることもある。神職は、祓所の前で祓詞を唱え、神事に参列する者たちの頭上や、供えられた神饌の上を、それぞれ左・右・左の順に祓串（大麻）を振って祓い浄める。また、神事によっては、沸騰させた塩水の湯をそれぞれに振りかけることもある（塩湯行事）。

## 大祓
大規模な祓は、年に2回、6月と12月の末日に大祓式にて行われる。大祓式の趣旨は、大祓詞を唱え、あらゆる人々の心身の穢れや、無意識のうちに犯した罪や過ちを祓い浄めて、災厄を避けることにある。大祓式で、禊と祓の両方の内容が記された大祓詞を唱えることで、ありとあらゆるものの罪穢れを祓い浄められるとされる。

## お祓い箱
かつて、伊勢神宮の御師が全国を廻って神宮の神札を配っていたが、神札を入れる箱のことを「お祓い箱」と呼んでいた。新しい神札が配られると古い神札は不要になるため、「お祓」を「お払い」にかけて、不要なものを捨てる（人を解雇する）ことを「お祓い箱（お払い箱）」という。

## 歴史

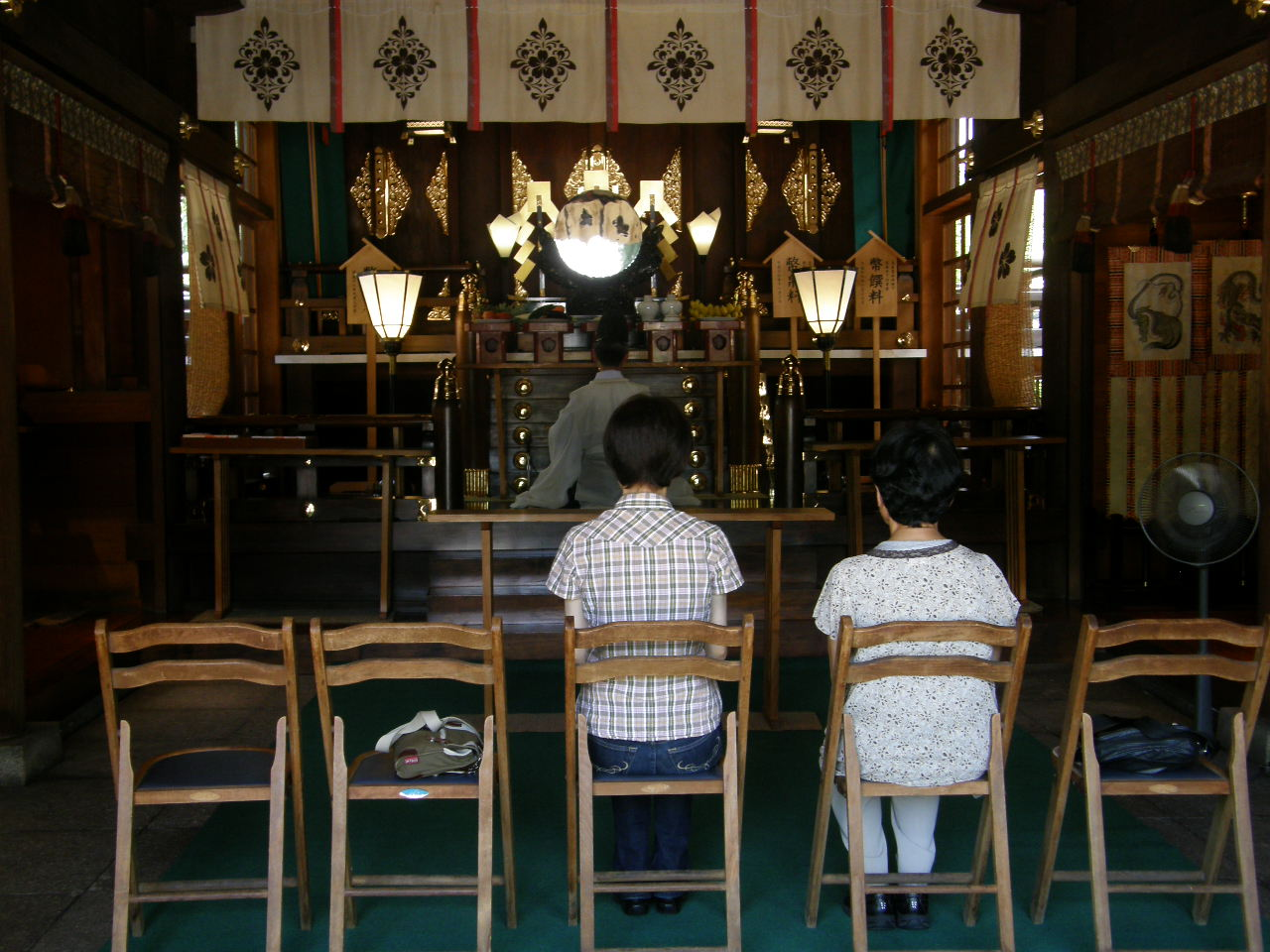
お祓いの様子（姫路護国神社）

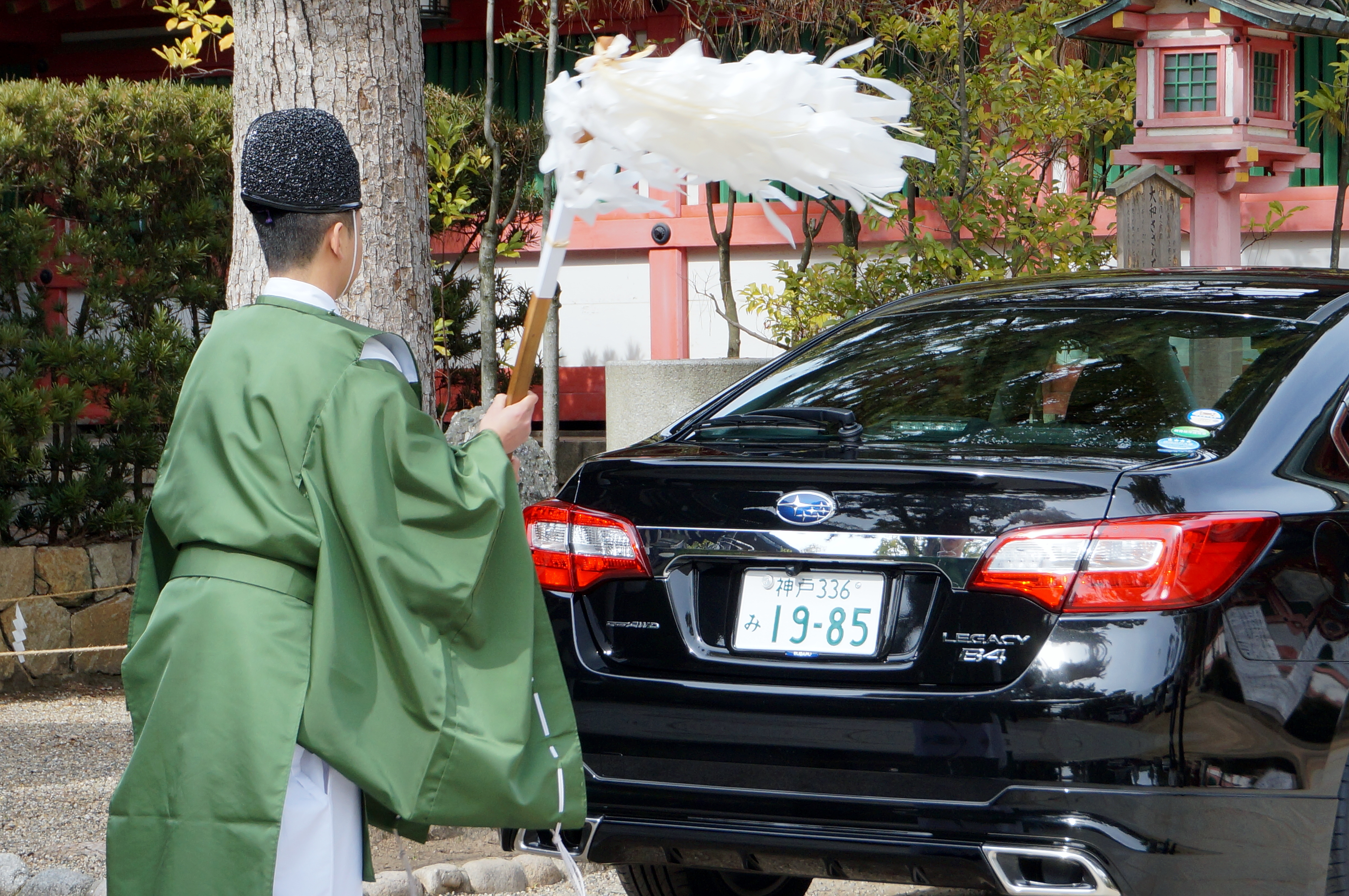
自動車に対するお祓い（交通安全祈願）

本来、神事における浄化の儀式としては、禊（みそぎ）と祓とがあり、禊が身体の穢れを除去して浄める行為を指すのに対し、祓は罪や災いをとり除く行為を指していた。だが、両者は機能が近いこともあり、記紀の時代には既に、「ミツギハライ」と複合した言い方もされるようになっていた。
法制史の世界においても、本来の祓には穢れを除去する要素は含まれておらず、天津罪・国津罪などを犯した者が財物を献上することで神に祈謝・贖罪を行う一種の財産刑であったとする見方がある。実際に中世の神社関係の文書では穢れの存在を理由として祓が一定期間延期・中止されたとする記述が確認され、祓は穢を除去するものではなく、反対に穢を忌避するものと認識されていたことが知られている。
祓は、最も古い文献においては、記紀の須佐之男命を描く部分に登場する。須佐之男命が高天原で暴れたことを恐れた天照大御神が天岩戸に隠れてしまった際、須佐之男命は、その罪（大祓にある天津罪・国津罪）について、多くの贖いを科され、髭と手足の爪を切られ、高天原から追放されてしまう。『日本書紀』では、この贖いを「解除（はらえ）」としている。
これより前には、伊弉諾が死んだ伊奘冉に再会しに行った黄泉から帰ってきた後に、禊を行った。
律令国家成立以後は、大祓が国家儀式として行われるようになった。『古事記』仲哀天皇の段では、天皇の崩御により国の大祓を、『日本書紀』では天武天皇のころに諸国の大祓を、それぞれ行った記載がある。大祓は中世に入ってから断絶したが、1871年（明治4年）に再興され、現在は、全国の諸社のほか、宮中や伊勢神宮でも行われるようになり、非常に重要な神事と認識されるようになった。